# 1. československá liga pozemního hokeje 1982/1983 – muži
1. liga pozemního hokeje 1982/1983 byla v Československu nejvyšší ligovou soutěží mužů v pozemním hokeji. Zúčastnilo se jí 10 klubů, titul získalo družstvo Slavia Praha IPS (zkratka IPS byla v letech 1977–1991 součástí názvu klubu, podle patronátního národního podniku Inženýrské a průmyslové stavby).

## Systém soutěže
Nejvyšší soutěže v pozemním hokeji mužů na území Československa se v sezóně 1982/83 zúčastnilo celkem 10 klubů. Hrálo se dvoukolově systémem každý s každým. Sestoupily poslední 2 týmy, od následujícího ročníku se liga hrála o 8 účastnících.

## Stupně vítězů
| Zlato            | Stříbro               | Bronz            |
| ---------------- | --------------------- | ---------------- |
| Slavia Praha IPS | Lokomotiva Bratislava | Sokol Mnichovice |

## Konečná tabulka
| Poř. | Tým                     | Z  | V  | R | P  | VG | OG | B  |
| ---- | ----------------------- | -- | -- | - | -- | -- | -- | -- |
| 1.   | Slavia Praha IPS        | 18 | 12 | 5 | 1  | 44 | 28 | 29 |
| 2.   | Lokomotiva Bratislava   | 18 | 11 | 3 | 4  | 37 | 16 | 25 |
| 3.   | Sokol Mnichovice        | 18 | 8  | 6 | 4  | 24 | 21 | 22 |
| 4.   | TJ Praha                | 18 | 8  | 4 | 6  | 36 | 25 | 20 |
| 5.   | TJ Hostivař             | 18 | 5  | 6 | 7  | 21 | 21 | 16 |
| 6.   | Bohemians Praha         | 18 | 4  | 8 | 6  | 15 | 24 | 16 |
| 7.   | Spartak Kbely           | 18 | 4  | 5 | 9  | 19 | 34 | 13 |
| 8.   | Meteor České Budějovice | 18 | 4  | 5 | 9  | 15 | 31 | 13 |
| 9.   | TJ Šenkvice             | 18 | 3  | 7 | 8  | 23 | 26 | 13 |
| 10.  | Trenčianské Teplice     | 18 | 5  | 3 | 10 | 21 | 39 | 13 |

Poznámky: Z = Odehrané zápasy; V = Vítězství; R = Remízy; P = Prohry; VG = Vstřelené góly; OG = Obdržené góly; B = Body
|  | medailisté |
|  | sestup     |